# Pymetrozin
Pymetrozin ist ein Wirkstoff zum Pflanzenschutz und eine chemische Verbindung aus der Gruppe der Pyridin-Azomethine.

## Gewinnung und Darstellung
Pymetrozin kann durch Alkylierung von 5-Trifluormethyl-1,3,4-oxadiazol-2(3H)-on mit Chloraceton anschließender Umsetzung mit Hydrazinhydrat und Kondensation mit Nicotinaldehyd zum Imin gewonnen werden.
Alternativ kann es durch Reaktion von 3-Pyridincarbonitril durch Bildung des entsprechenden Aldehyds und dessen Kondensation mit 4-Amino-6-methyl-4,5-dihydro-1,2,4-triazin-3(2H)-on gewonnen werden.

## Eigenschaften
Pymetrozin ist ein farbloser bis beiger Feststoff, der wenig löslich in Wasser ist und als technisches Produkt einen leicht süßlichen Geruch hat.

## Verwendung
Pymetrozin wird als Wirkstoff in Pflanzenschutzmitteln verwendet. Es wird als selektives Insektizid gegen Gleichflügler verwendet und ersetzt Organophosphate. Die genaue biochemische Wirkungsweise bei Insekten ist nicht bekannt, aber es hat Auswirkungen auf die Neuroregulation oder das Nerv-Muskel-Zusammenspiel. Physiologisch scheint es zu verhindern, dass die Insekten in das Pflanzengewebe einstechen können. Es wurde 1986 zuerst synthetisiert, 1989 von Ciba-Geigy patentiert  und von Syngenta vermarktet.

## Zulassung
Pymetrozin war in der EU seit 2001 als Insektizid für Obst, Gemüse, Kartoffeln, Ölsaaten, Hopfen, Tabak und Zierpflanzen zugelassen.
Die routinemäßige Verlängerung der Zulassung in der EU wurde im Oktober 2018 durch die Europäische Kommission wegen toxischer Abbauprodukte in Wasser und Pflanzen sowie endokriner Wirkung abgelehnt, so dass eine Verwendung als Pflanzenschutzmittel in der EU ab dem 31. Januar 2020 nicht mehr zulässig ist.
Auch in der Schweiz sind Pflanzenschutzmittel mit diesem Wirkstoff nicht mehr zugelassen.

## Sicherheitshinweise
Pymetrozin ist laut CLP-Verordnung in die Gruppe der Stoffe eingestuft, die vermutlich Krebs erzeugen können.